# Bernard Loiseau
Pour les articles homonymes, voir Loiseau et Bernard Loiseau (homonymie).
Bernard Loiseau, né le 13 janvier 1951 à Chamalières (Puy-de-Dôme) et mort le 24 février 2003 à Saulieu (Côte-d'Or), est un chef cuisinier et restaurateur français du restaurant gastronomique Relais Bernard Loiseau, à Saulieu.
Avec ses trois étoiles au Guide Michelin, et 19,5/20 au Gault et Millau, il est un des cuisiniers français les plus médiatiques des années 1980 et 1990.

## Biographie
Bernard Daniel Jacques Alphonse Loiseau naît en 1951 en Auvergne. Fine cuisinière, sa mère lui transmet son amour de la cuisine française, et quelques-unes de ses recettes de prédilection, dont la tourte aux champignons et l’épaule d’agneau. En 1968, il entre en apprentissage en même temps que Guy Savoy à l'âge de 16 ans chez les frères Troisgros, à Roanne, l'année où le restaurant obtient sa troisième étoile au Guide Michelin, consécration du monde gastronomique culinaire qu'il se fixe alors d'obtenir un jour personnellement.
Il obtient son CAP de cuisinier en 1971 et est engagé par le chef parisien Claude Verger (un de ses mentors) à La Barrière de Clichy, à Clichy, qui lui confie en 1975 la gérance du restaurant qu'il vient d'acheter, La Côte d'Or à Saulieu, sur la route nationale 6, en Bourgogne, où le chef Alexandre Dumaine (1895-1974) a contribué à la gloire de la gastronomie française entre 1935 et 1964.
En 1982, après sept ans de gérance, Bernard Loiseau rachète le restaurant (actuel Relais Bernard Loiseau) en s'endettant lourdement, et voue alors entièrement sa vie à refaire de cet établissement, après son célèbre prédécesseur qu'il admire, l'un des hauts lieux de la gastronomie et du prestige culinaire français.
De 1987 à 1990, il fait partie des invités de l'émission culinaire hebdomadaire Quand c'est bon ?... Il n'y a pas meilleur !, diffusée sur FR3 et animée par François Roboth.
Il épouse Dominique Brunet en 1989, avec qui il aura trois enfants, Bérangère, Bastien et Blanche.

Relais Bernard Loiseau à Saulieu
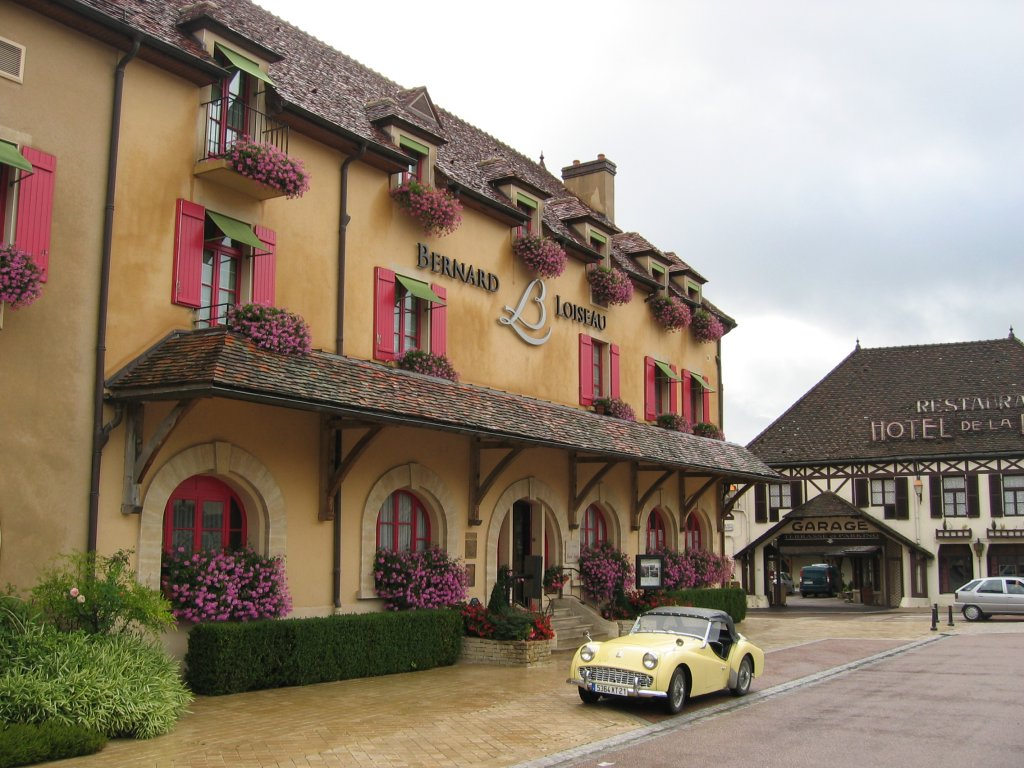
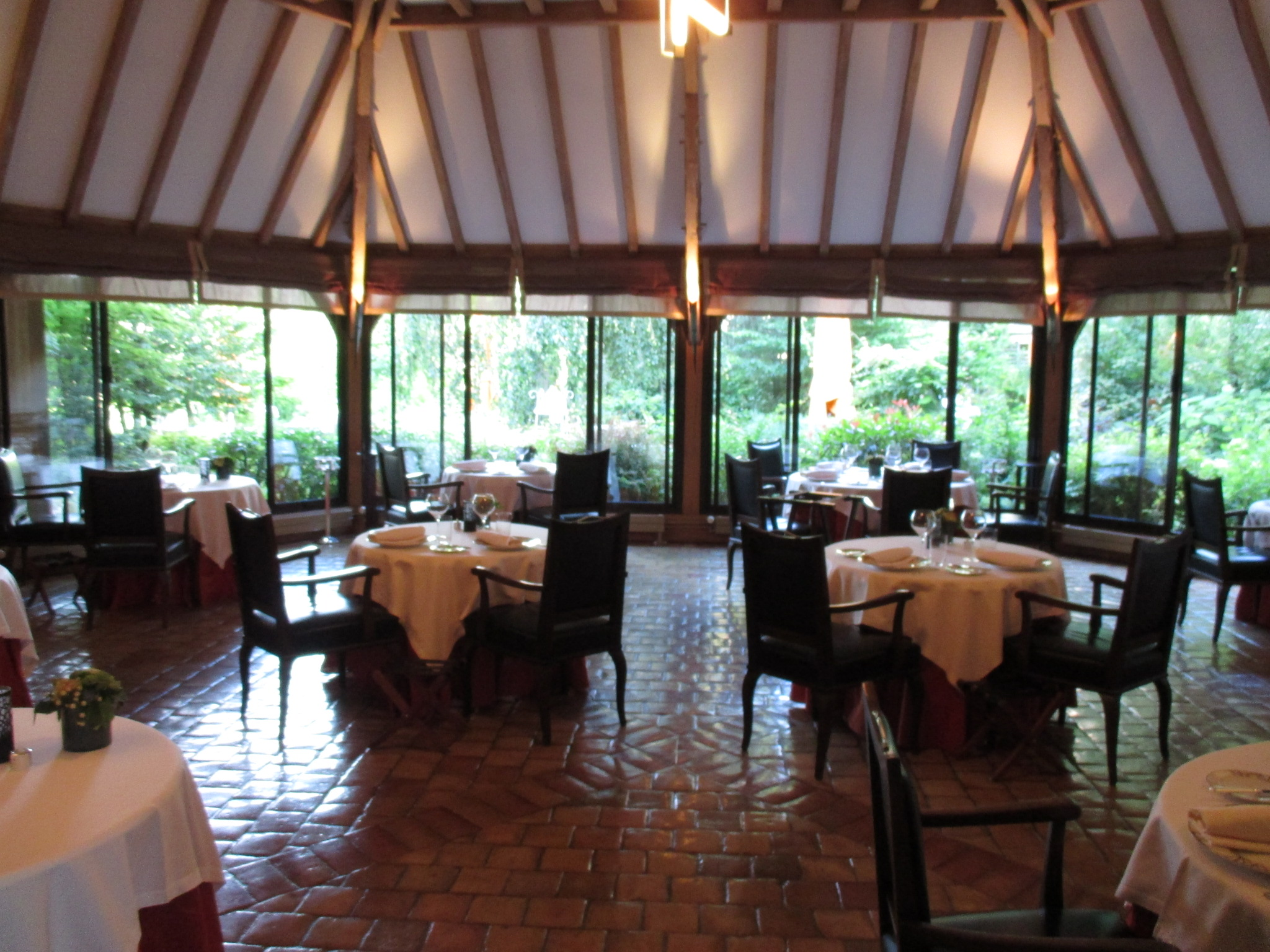
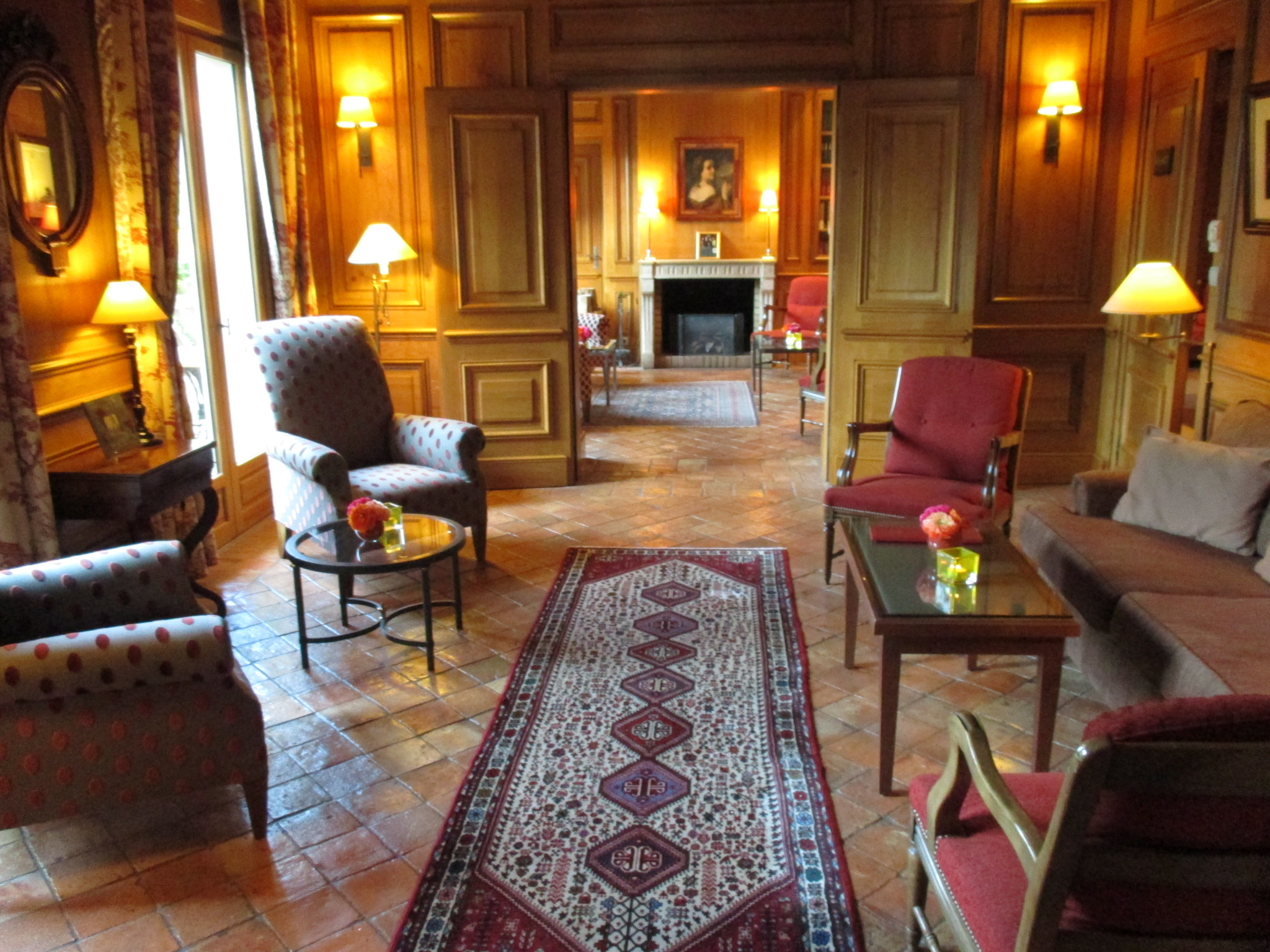

En 1991, il obtient la consécration du milieu gastronomique, trois étoiles au Guide Michelin, et publie son premier livre de cuisine L'Envolée des saveurs. Il devient un des chefs les plus célèbres de la gastronomie française par son charisme et son sens des médias, dont il se sert pour développer son établissement,. En 1995, inspiré de ses pairs, Paul Bocuse, Joël Robuchon, Georges Blanc, Alain Ducasse, ou Marc Veyrat, il développe son activité gastronomique par une gamme de produits dérivés sous son nom, et crée sa Boutique Bernard Loiseau, ainsi que deux restaurants à Paris en 1998 et 1999 : Tante Louise (actuel Loiseau Rive Droite) et Tante Marguerite (actuel Loiseau Rive Gauche), et développe une gamme de plats cuisinés pour la grande distribution avec la société de restauration AGIS. En décembre 1998, il fonde la société Bernard Loiseau SA, qu'il introduit sur le Second Marché de la Bourse de Paris, devenant ainsi le premier chef au monde à être coté en Bourse, ce qui lui vaut la une du New York Times.
En 2003, devenu membre des Relais & Châteaux, Bernard Loiseau fait l'objet d'une rétrogradation de 19/20 à 17/20 du guide Gault et Millau, et d'une vive critique négative médiatisée du critique gastronomique François Simon dans Le Figaro mais garde malgré tout ses 3 étoiles au Guide Michelin.

### Suicide
C'est dans ce contexte qu'avec son fusil de chasse, il met fin à ses jours, sans explications, le 24 février 2003 à l'âge de 52 ans, dans son logement de Saulieu,. Les raisons de son geste ont longtemps fait l'objet de vives polémiques,. Selon son épouse, Dominique Loiseau, ni l'argent, ni la supposée perte d'une troisième étoile au Michelin n'auraient motivé le geste de son époux Bernard Loiseau. Elle révèle par ailleurs que ce dernier souffrait de bipolarité,.
Il repose au cimetière de l'église Saint-Saturnin de Saulieu.
Lui succèdent son épouse Dominique Loiseau et son chef Patrick Bertron (son élève et bras droit durant 21 ans), avec le désir de faire vivre - à travers ses restaurants - son nom, son esprit, sa mémoire et ses étoiles au Guide Michelin.

## Restaurants gastronomiques
- 1975 : Relais Bernard Loiseau (ex La Côte d'Or) à Saulieu, en Bourgogne-Franche-Comté (deux étoiles au Guide Michelin depuis 2016, ex trois étoiles).
- 1999 :  Loiseau Rive Gauche (ex Tante Marguerite) rue de Bourgogne, Paris 7e (voisin de l'Assemblée nationale).

## Distinctions

### Décorations

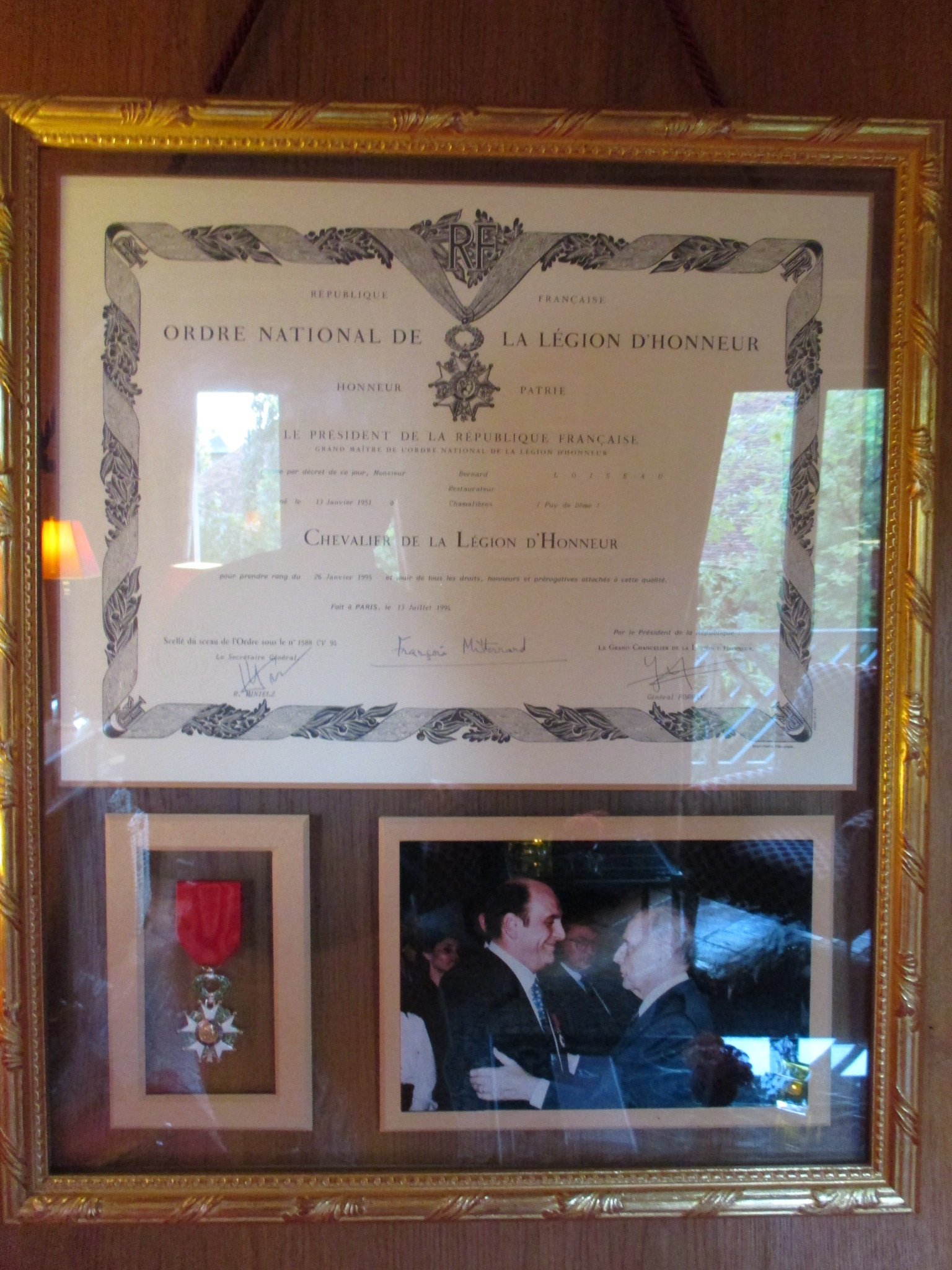
Ordre national de chevalier de la Légion d'honneur, remis par le président de la République François Mitterrand en 1995.

Le 13 juillet 1994, Bernard Loiseau est nommé au grade de chevalier dans l'ordre national de la Légion d'honneur au titre de « restaurateur; 26 ans d'activités professionnelles et de services militaires ». puis fait chevalier de l'ordre le 26 janvier 1995.
Il est nommé au grade de chevalier dans l'ordre national du Mérite, fait chevalier de l'ordre le 18 février 1986 puis promu au grade d'officier dans l'ordre le 30 avril 2002 au titre de « restaurateur ».

### Distinctions professionnelles
- 1977 : première étoile au Guide Michelin ; 3 toques et 17/20 au Gault et Millau.
- 1981 : deuxième étoile au Guide Michelin.
- 1984 : meilleur cuisinier de moins de 40 ans, par le guide Hachette.
- 1986 : 4 toques et 19/20 au Gault-Millau, et élu cuisinier de l’année.
- 1989 : prix du meilleur petit déjeuner de la chaîne Relais & Châteaux ; président d’honneur des Fêtes gourmandes des produits du terroir du Grand Morvan et des Pays de Bourgogne.
- 1990 : 19,5/20 au Gault-Millau[18] ; prix de la meilleure carte des vins, par l’Association française des journalistes, chroniqueurs et écrivains de la vigne, du vin et des spiritueux.
- 1991 : troisième étoile au Guide Michelin ; et article avec photo en première page du New York Times, du 8 juillet 1991.
- 1996 : entrée de Bernard Loiseau au musée Grévin.
- 1997 : couverture d’un des principaux magazines japonais Aera.
- 1998 : classement de l’hôtel dans le Guide Michelin avec 4 tourelles rouges (grand confort).
- 2001 : La Côte d'Or obtient un blason pourpre du guide Relais & Châteaux, des meilleurs établissements de la chaîne.

## Publications
- 1991 : L'Envolée des saveurs, Hachette, coll. « Hachette Pratique », 215 p.  (ISBN 978-2010179532).
- 1994 : Les Fastes de la cuisine française. Les recettes de Jules Gouffé, Gallimard, coll. « Découvertes Gallimard » (Tirage limité), 77 p.  (ISBN 978-2-07-053307-7).
- 1997 : Bernard Loiseau, cuisine en famille. Mes recettes simples pour tous les jours, avec Dominique Loiseau, Albin Michel, 322 p.  (ISBN 978-2226094575).
- 2000 : (avec Gérard Gilbert), Trucs de pâtissier, Marabout, coll. « Côté Cuisine », 126 p.  (ISBN 2501033655 et 9782501033657), (OCLC 468870760).
- 2002 : Mes bons petits plats faciles et pas chers, Albin Michel, 304 p.  (ISBN 978-2226134790).
- 2003 : Je cuisine comme un chef, Albin Michel Jeunesse, 64 p.  (ISBN 9782226220318).
- 2003 : Jambonnettes de grenouilles à la purée d'ail et au jus de persil, Gérard Guy, coll. « La cuisine des poètes ».
- 2003 : Bernard Loiseau, mon mari, Michel Lafon.
- 2006 : (avec Gérard Gilbert), Trucs de cuisinier, Marabout, coll. « Côté Cuisine », 220 p.  (ISBN 978-2501033961).
- 2010 : Tout Loiseau, Editions Perrin.
- 2014 : Le Relais Bernard Loiseau avec Patrick Bertron, éditions La Martinière.

## Quelques recettes renommées
- Jambonnettes de grenouilles, à la purée d'ail et au jus de persil.
- Sandre à la peau croustillante et fondue d'échalote, sauce au vin rouge.
- Ris de veau doré à la purée de pomme de terre truffée.
- Rose des sables à la glace pur chocolat et son coulis d'oranges confites.
- Filet de bœuf de Charolles AOP cuit au foin en croûte d'argile.

## Bernard Loiseau au cinéma
- En 2000, apparition dans le film Jet set.
- En 2007, le film Ratatouille de Brad Bird, lui rend hommage, sous les traits du chef Auguste Gusteau.
- En 2008, la série Joséphine, ange gardien raconte l'histoire du chef Alain Rougier qui, comme Loiseau, fonde un groupe avec des produits dérivés et les mêmes tragédies, avec un dénouement plus heureux[19].